# Heusden Koers 1959
De 11e editie van de Belgische wielerwedstrijd Heusden Koers werd verreden op 11 augustus 1959. De start en finish vonden plaats in Heusden. De winnaar was Gilbert Desmet II, gevolgd door Jan Van Gompel en Lucien Mathys.

## Uitslag
| Heusden Koers 1959 |                    |                          |      |
| Plaats             | Naam               | Ploeg                    | Tijd |
| Winnaar            | Gilbert Desmet II  | Faema-Guerra             |      |
| 2                  | Jan Van Gompel     | Libertas-Dr. Mann        |      |
| 3                  | Lucien Mathys      | Groene Leeuw-Sinalco-SAS |      |
| 4                  | Liévin Troch       | Dossche Sport            |      |
| 5                  | Rik Van Looy       | Faema-Guerra             |      |
| 6                  | Arthur De Cabooter | Groene Leeuw-Sinalco-SAS |      |
| 7                  | Roger De Corte     | Van Hauwaert-Dubonnet    |      |
| 8                  | José Denoyette     | Groene Leeuw-Sinalco-SAS |      |
| 9                  | Henri Dewolf       | Groene Leeuw-Sinalco-SAS |      |
| 10                 | Fred De Bruyne     | Peugeot-BP-Dunlop        |      |

1929 · 1930-1935 · 1936 · 1937 · 1938 · 1939 · 1952 · 1953 · 1954 · 1955 · 1956 · 1957 · 1958 · 1959 · 1960 · 1961 · 1962 · 1963 · 1964 · 1965 · 1966 · 1967 · 1968 · 1969 · 1970 · 1971 · 1972 · 1973 · 1974 · 1975 · 1976 · 1977 · 1978 · 1979 · 1980 · 1981 · 1982 · 1983 · 1984 · 1985 · 1986 · 1987 · 1988 · 1989 · 1990 · 1991 · 1992 · 1993 · 1994 · 1995 · 1996 · 1997 · 1998 · 1999 · 2000 · 2001 · 2002 · 2003 · 2004 · 2005 · 2006 · 2007 · 2008 · 2009 · 2010 · 2011 · 2012 · 2013 · 2014 · 2015 · 2016 · 2017 · 2018 · 2019 · 2020 · 2021 · 2022 · 2023